# Brachicoma nigripalpis
Brachicoma nigripalpis är en tvåvingeart som först beskrevs av Wulp 1890.  Brachicoma nigripalpis ingår i släktet Brachicoma och familjen parasitflugor. Inga underarter finns listade.